# Tankougounadié (département)
Pour les articles homonymes, voir Tankougounadié.

Tankougounadié est un département du Burkina Faso situé dans la province de Yagha et dans la région Sahel.
En 2006, le dernier recensement comptabilise 16 486 habitants

## Villages
- Baham
- Balgabouga
- Binguel
- Denga
- Dowendou
- Herou
- Kankanfogouol
- Kéri
- Kollakoye
- Lonago
- Moussoua
- Tankougounadié, chef-lieu
- Tièna